# Basilica del Sacro Cuore (Notre Dame)
La Basilica del Sacro Cuore a Notre Dame, nello stato dell'Indiana, è una chiesa cattolica nel campus dell'Università di Notre Dame, che funge anche da chiesa madre della Congregazione di Santa Croce negli Stati Uniti d'America. La chiesa neo-gotica ha 44 grandi vetrate e murali realizzati in 17 anni dal pittore vaticano Luigi Gregori. Il campanile della basilica è alto 70 m, il che rende la basilica la cappella universitaria più alta d'America. Si tratta di un edificio del quartiere storico di Notre Dame, elencato nel Registro Nazionale dei luoghi storici. La basilica è una grande attrazione turistica nell'Indiana del Nord e viene visitata ogni anno da oltre 50.000 persone.

## Storia
Nel 1686, Claude-Jean Allouez, S.I., istituì la missione Ste-Marie-des-Lacs sulla riva sud del lago di St. Mary, a servizio della tribù locale Potawatomi insieme a cacciatori e coloni francesi nella zona. I missionari cattolici francesi furono espulsi dagli inglesi dalla zona dopo la guerra franco-indiana nel 1763, ma nel 1832 la missione di Ste-Marie-des-Lacs fu ristabilita da Stephen Badin e fu costruita una cappella di legno.

## Galleria d'Immagini

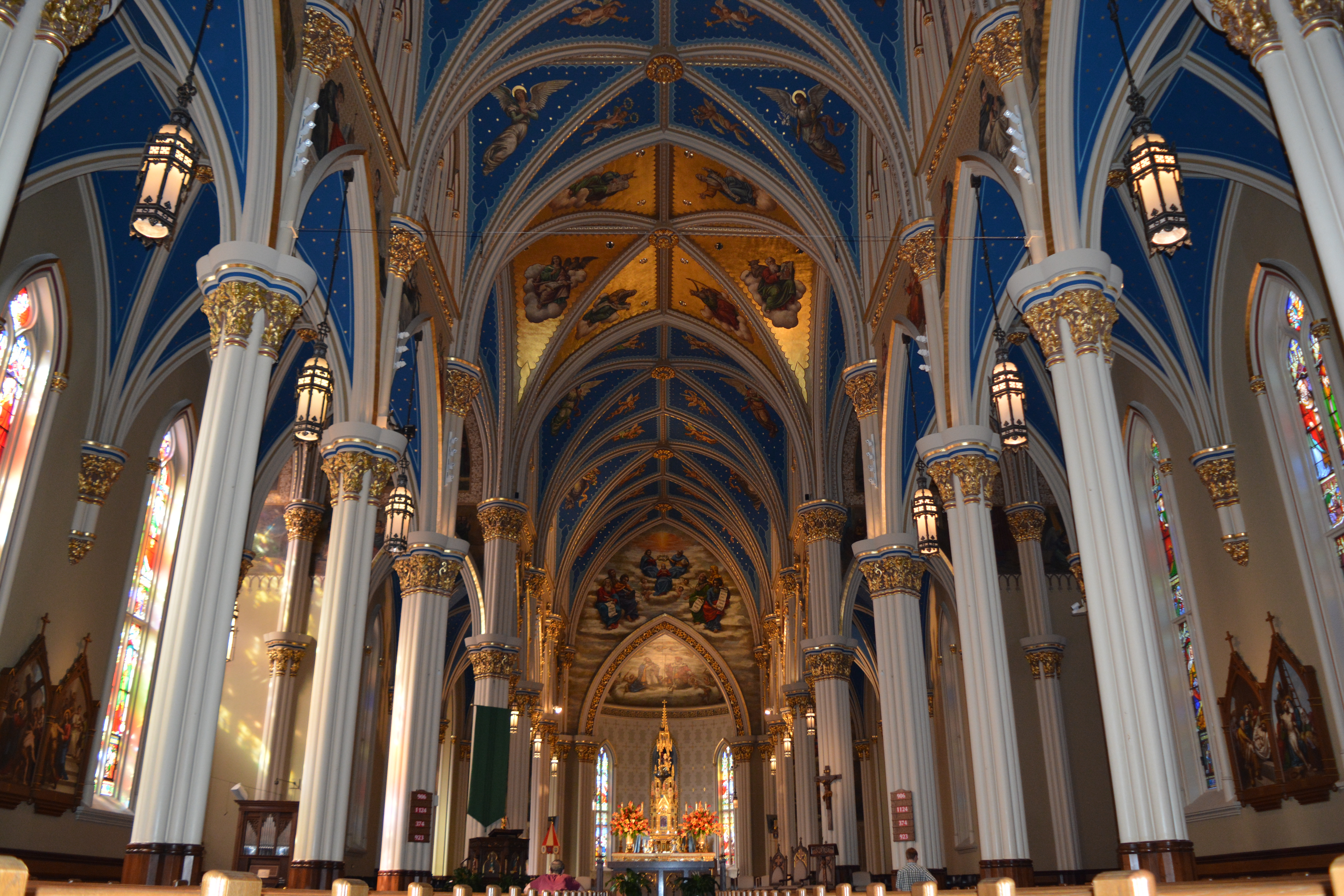
Navata
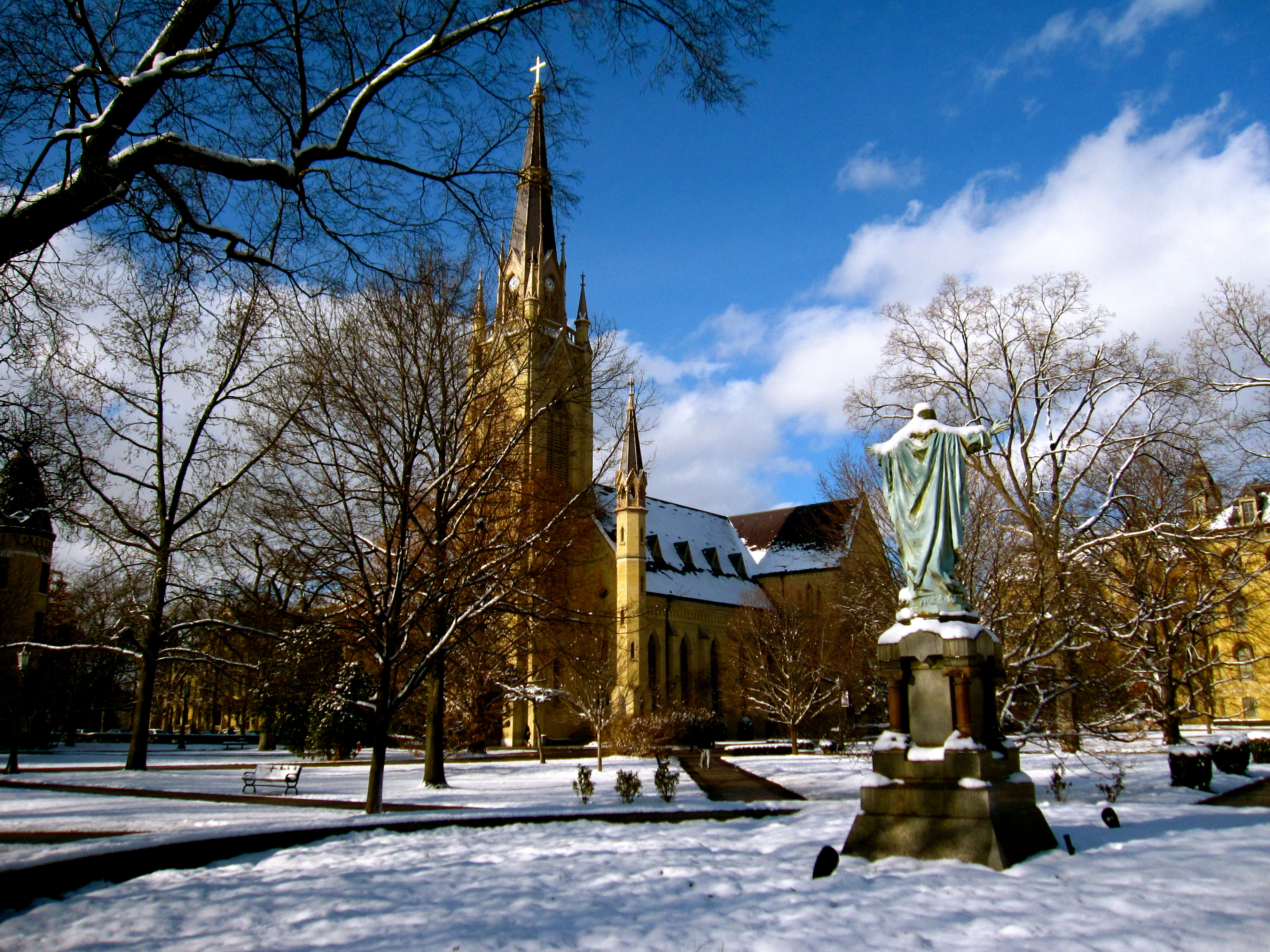
La basilica in inverno
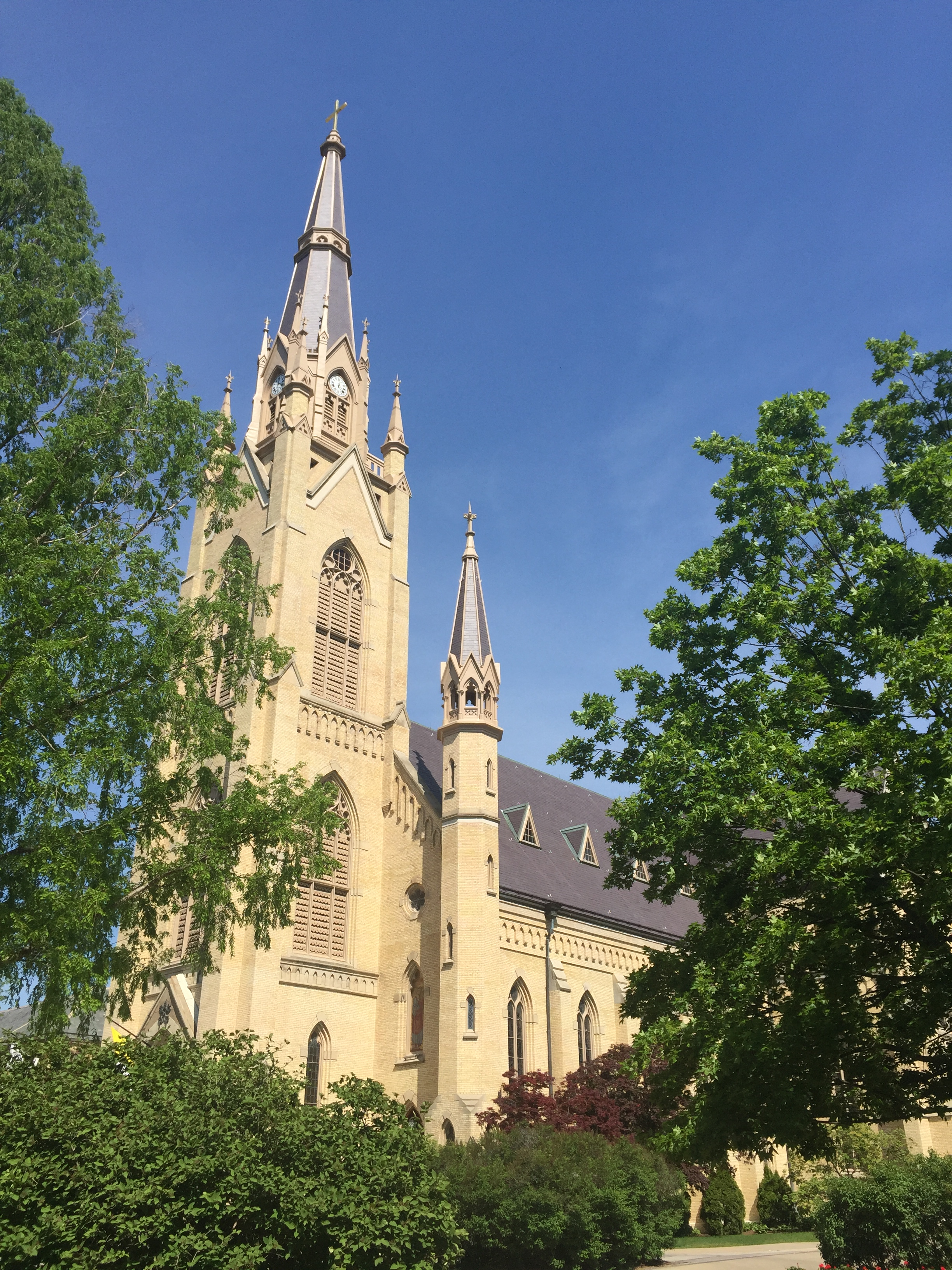
La basilica in estate
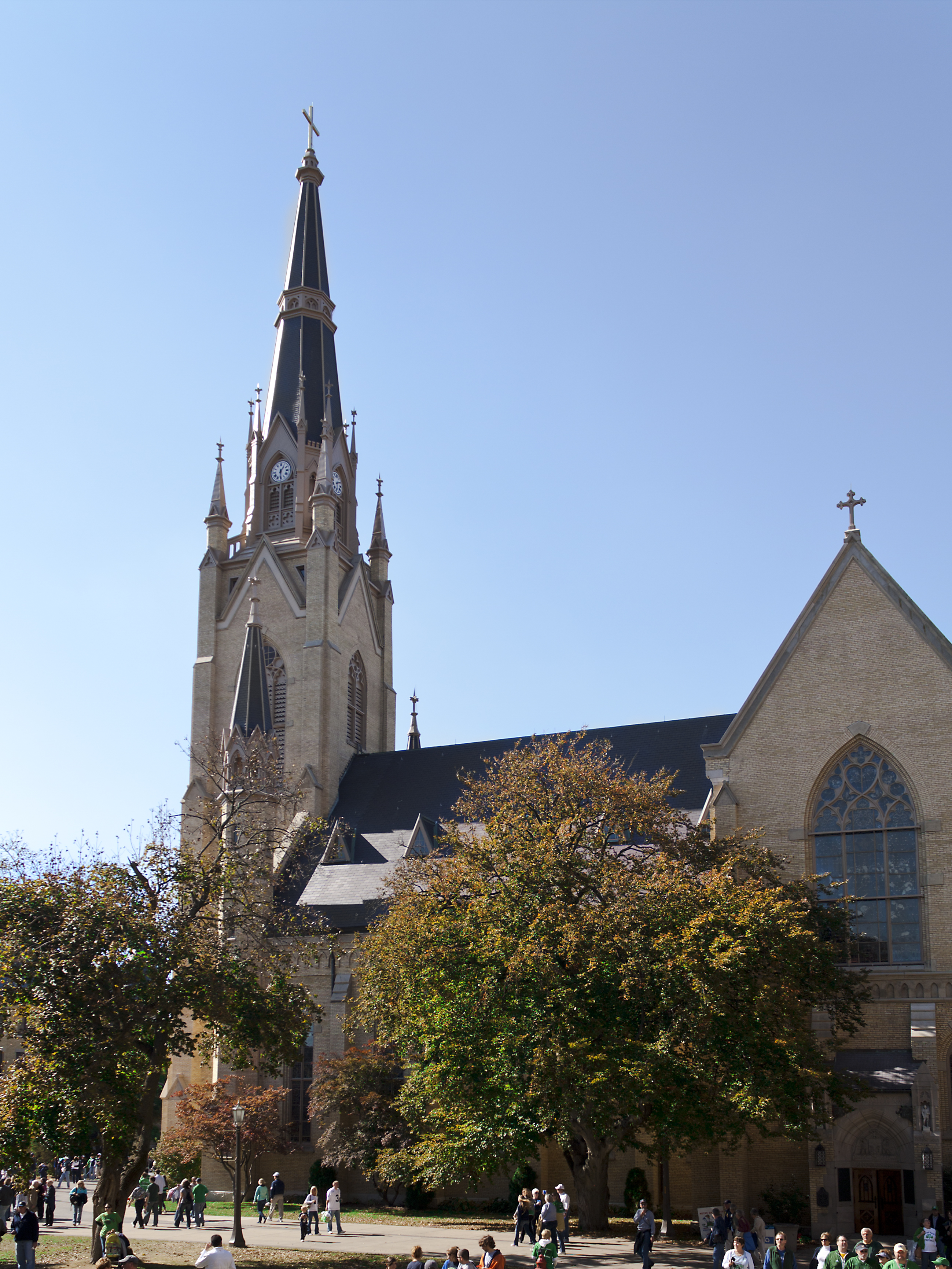
Facciata principale
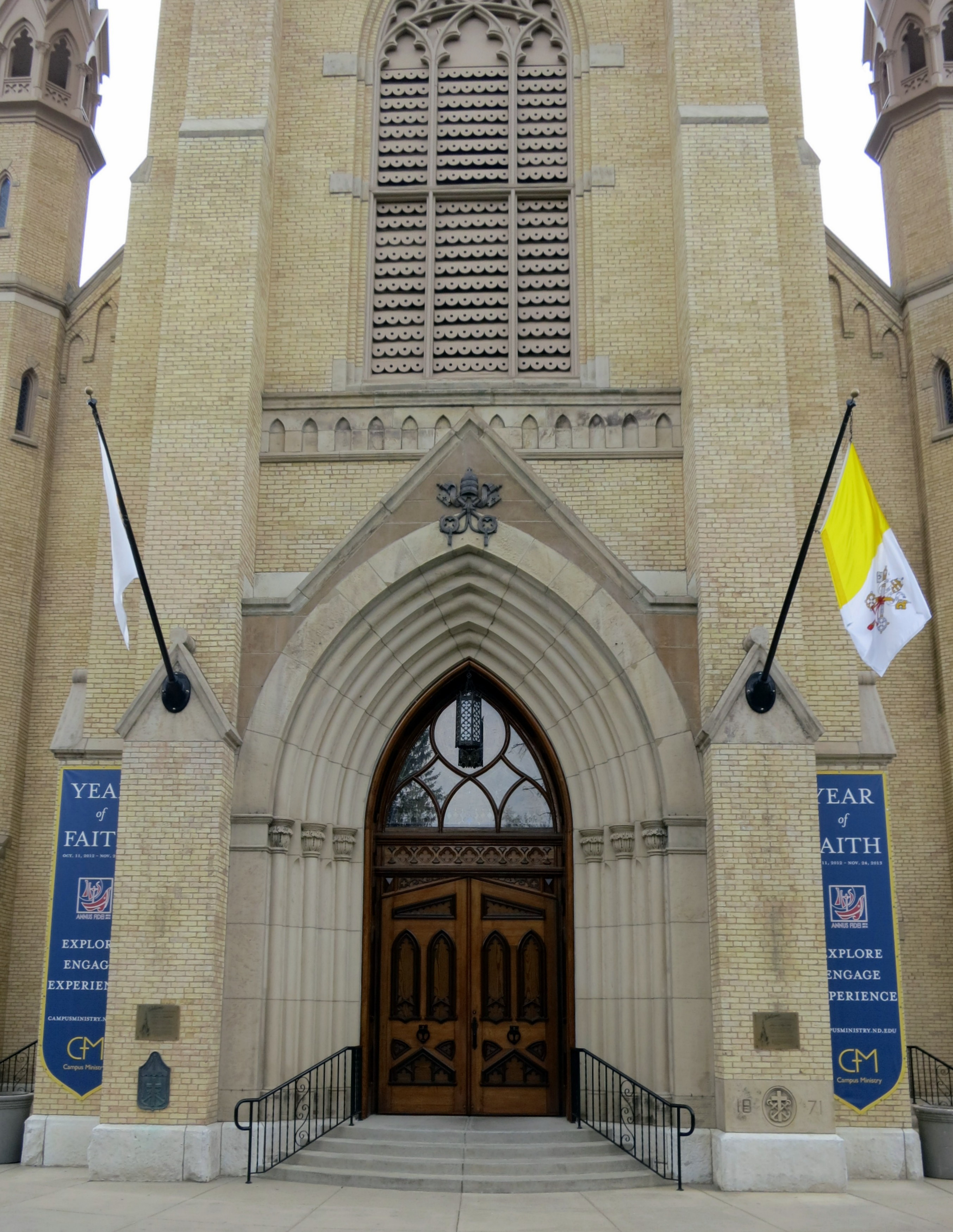
Portale d'ingresso
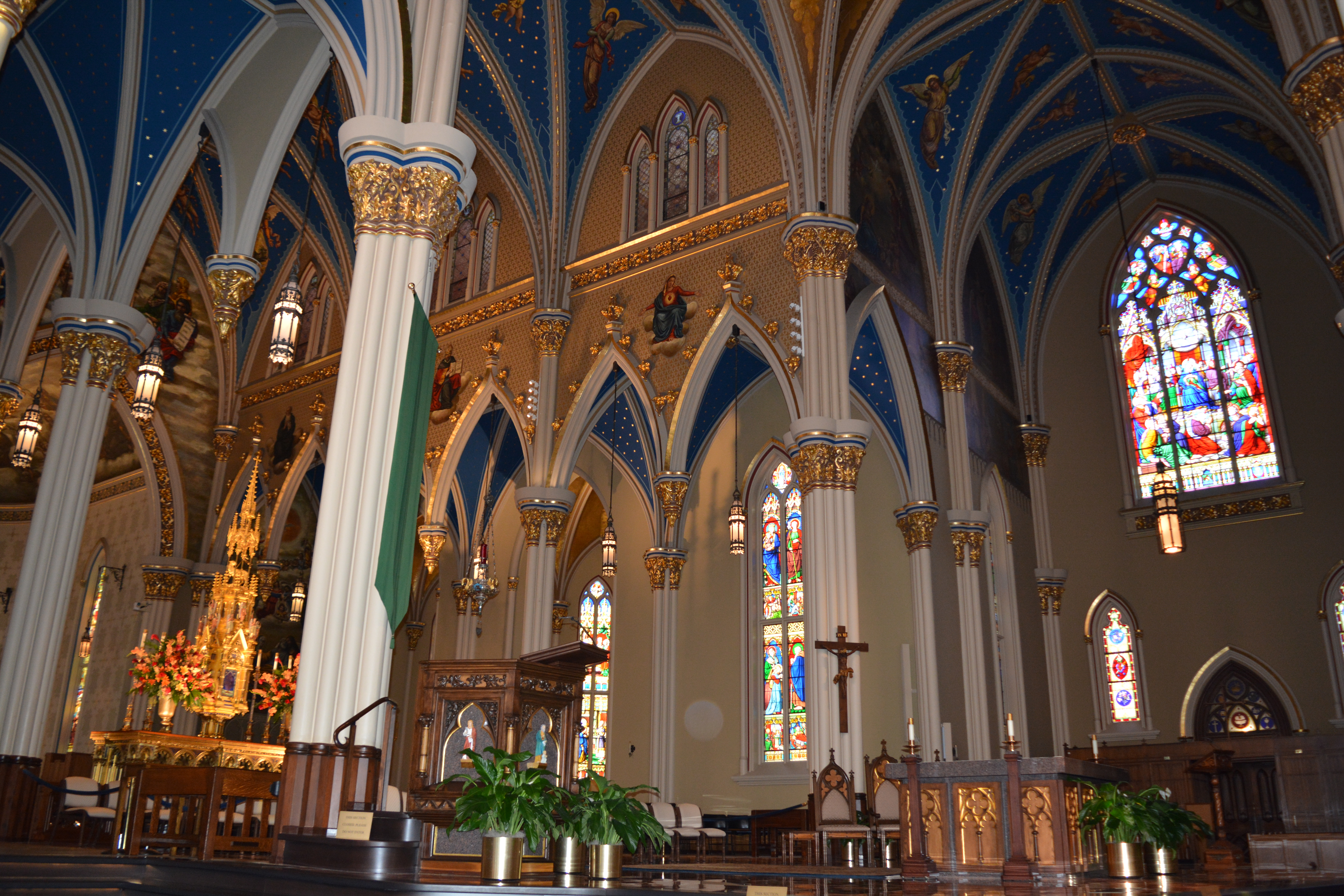
Altare